# Liste der Baudenkmale in Gisborne
Die Liste der Baudenkmale in Gisborne umfasst alle vom New Zealand Historic Places Trust (NZHPT) als „Historic Place“ oder „Historic Area“ eingestuften Baudenkmale und Flächendenkmale der neuseeländischen Stadt Gisborne. Die Angaben stammen aus dem Register des NZHPT. Die Bezeichnungen der Baudenkmale orientieren sich an diesem Register. In die Liste werden auch bekannte Wahi Tapu (Area), kulturell und religiös bedeutsame Stätten und Gebiete der Māori, aufgenommen. Sie werden jedoch meist nicht publiziert.

| Bild           | Bezeichnung                                                        | Ort      | Anschrift                                                                           | Beschreibung                                                                           | Bauzeit         | Eintrag            | Nummer | Kat. |
| -------------- | ------------------------------------------------------------------ | -------- | ----------------------------------------------------------------------------------- | -------------------------------------------------------------------------------------- | --------------- | ------------------ | ------ | ---- |
| BW             | Acton House and Garden                                             | Gisborne | 577 Back Ormond Road, Hexton Karte                                                  | villenartiges Wohnhaus und Garten einer Farm                                           | 1908            | 14. Juli 1995      | 7235   | 1    |
| weitere Bilder | Cenotaph                                                           | Gisborne | Esplanade Karte                                                                     | Kriegsdenkmal                                                                          | 1923            | 14. April 1990     | 3472   | 1    |
| weitere Bilder | Cook Monument                                                      | Gisborne | Kaiti Beach Road Karte                                                              | Denkmal für die Landung von James Cook in Neuseeland an dieser Stelle                  | 1906            | 15. Februar 1990   | 3473   | 1    |
| BW             | Gladstone Road Historic Area                                       | Gisborne | Gladstone Road Karte                                                                | historisches Stadtzentrum von Gisborne                                                 | n.a.            | 28. April 1984     | 7017   | HA   |
| BW             | Kerridge House                                                     | Gisborne | 75 Esplanade Karte                                                                  | Wohnhaus                                                                               | 1935            | 15. Februar 1990   | 4421   | 1    |
| weitere Bilder | Masonic Hotel Historic Area                                        | Gisborne | Gladstone Road / Lowe Street Karte                                                  | Teil des historischen Stadtzentrums                                                    |                 | 28. April 1995     | 7018   | HA   |
| BW             | Opou Homestead                                                     | Gisborne | Whakato Road, Manutuke Karte                                                        | Wohnhaus einer Farm                                                                    | 1882            | 21. April 1994     | 7170   | 1    |
| BW             | Peel Street Historic Area                                          | Gisborne | Peel Street Karte                                                                   | Straßenzug                                                                             | n.a.            | 28. April 1995     | 7019   | HA   |
| BW             | Poverty Bay Club                                                   | Gisborne | 38 Childers Road and Customhouse Street Karte                                       | Clubhaus                                                                               | 1898            | 22. Juni 2007      | 0810   | 1    |
| weitere Bilder | Te Rau Kahikatea                                                   | Gisborne | 34 Cobden Street Karte                                                              | Wohnhaus                                                                               | 1876            | 16. November 1989  | 0812   | 1    |
| weitere Bilder | Holy Trinity Church Hall                                           | Gisborne | 70 Derby Street Karte                                                               | Gemeindesaal/Sonntagsschule                                                            | 1875            | 31. Oktober 2012   | 0809   | 2    |
| BW             | Te Rau Press Building (Former)                                     | Gisborne | 26-32 Peel Street Karte                                                             | Büro- und Geschäftshaus                                                                | 1908            | 31. Oktober 2012   | 0811   | 2    |
| BW             | Town and Country Women's Club (Former)                             | Gisborne | 25B Fitzherbert Street Karte                                                        | Clubhaus                                                                               | 1901/1903       | 15. Dezember 2010  | 0813   | 2    |
| weitere Bilder | Wyllie Cottage                                                     | Gisborne | 14 Stout Street Karte                                                               | Wohnhaus                                                                               | 1872            | 20. Oktober 2011   | 0814   | 2    |
| BW             | Stable Block (Former)                                              | Gisborne | 98 Waima Road, Waima Karte                                                          | Stall                                                                                  | 1912 (?)        | 5. April 1984      | 3478   | 2    |
| BW             | New Zealand Shipping Company Manager’s House (Former)              | Gisborne | 102 Waima Road, Waima Karte                                                         | Direktorenwohnhaus der New Zealand Shipping Company                                    | n.a.            | 5. April 1984      | 3479   | 2    |
| weitere Bilder | New Zealand Shipping Company Building (Former)                     | Gisborne | 98 Waima Road, Waima Karte                                                          | Gebäude der Reederei New Zealand Shipping Company                                      | 1912            | 5. April 1984      | 3480   | 2    |
| BW             | House                                                              | Gisborne | 72 Russell Street Karte                                                             | Wohnhaus                                                                               | n.a.            | 5. April 1984      | 3506   | 2    |
| BW             | House                                                              | Gisborne | 574 Wainui Road Karte                                                               | Wohnhaus                                                                               | n.a.            | 5. April 1984      | 3508   | 2    |
| BW             | Ulverstone (reception rooms)                                       | Gisborne | 25 Hinaki Street Karte                                                              | Wohnhaus                                                                               | n.a.            | 5. April 1984      | 3509   | 2    |
| BW             | House                                                              | Gisborne | 36 Haronga Road Karte                                                               | Wohnhaus                                                                               | n.a.            | 5. April 1984      | 3510   | 2    |
| BW             | House                                                              | Gisborne | 234 Harris Street Karte                                                             | Wohnhaus                                                                               | n.a.            | 5. April 1984      | 3511   | 2    |
| BW             | House                                                              | Gisborne | 233 Harris Street Karte                                                             | Wohnhaus                                                                               | n.a.            | 5. April 1984      | 3512   | 2    |
| BW             | House                                                              | Gisborne | 227 Harris Street Karte                                                             | Wohnhaus                                                                               | n.a.            | 5. April 1984      | 3513   | 2    |
| BW             | House                                                              | Gisborne | 32 Score Road Karte                                                                 | Wohnhaus                                                                               | n.a.            | 5. April 1984      | 3514   | 2    |
| BW             | Torrington                                                         | Gisborne | 78 Rutene Road Karte                                                                | Wohnhaus                                                                               | n.a.            | 5. April 1984      | 3515   | 2    |
| BW             | House                                                              | Gisborne | 11 Ormond Road Karte                                                                | Wohnhaus                                                                               | n.a.            | 5. April 1984      | 3517   | 2    |
| BW             | Crippled Childrens Society Building                                | Gisborne | 7 Ormond Road Karte                                                                 | Haus einer Wohlfahrtsorganisation für behinderte Kinder                                | n.a.            | 5. April 1984      | 3518   | 2    |
| BW             | House                                                              | Gisborne | 16 Russell Street Karte                                                             | Wohnhaus                                                                               | n.a.            | 5. April 1984      | 3519   | 2    |
| BW             | House                                                              | Gisborne | 116 Stout Street Karte                                                              | Wohnhaus                                                                               | n.a.            | 5. April 1984      | 3520   | 2    |
| weitere Bilder | Sled House                                                         | Gisborne | 16 Stout Street Karte                                                               | Wohnhaus, transportables (auf dem Gelände des Tairawhiti Museum)                       | n.a.            | 5. April 1984      | 3521   | 2    |
| BW             | Makaraka Racecourse Totalisator Building (Former)                  | Gisborne | 76A Main Road, Makaraka Karte                                                       | Totalisator-Gebäude einer Pferderennbahn                                               | 1920            | 5. April 1984      | 3522   | 2    |
| BW             | Makaraka Racecourse Old Grandstand                                 | Gisborne | 76A Main Road, Makaraka Karte                                                       | Tribüne einer Pferderennbahn                                                           | 1891            | 5. April 1984      | 3523   | 2    |
| weitere Bilder | Gisborne Amateur Operatic Society Building (Formerly Masonic Hall) | Gisborne | 188 Childers Road Karte                                                             | Freimaurerloge, heute Sitz der Amateur-Opernvereinigung                                | n.a.            | 5. April 1984      | 3524   | 2    |
| BW             | St Andrew's Church (Presbyterian)                                  | Gisborne | Childers Road und Cobden Street Karte                                               | Kirche, presbyterianische                                                              |                 | 5. April 1984      | 3525   | 2    |
| weitere Bilder | Holy Trinity Church (Anglican)                                     | Gisborne | Derby Street und Palmerston Road Karte                                              | Kirche, anglikanische                                                                  | n.a             | 5. April 1984      | 3526   | 2    |
| BW             | Gisborne Railway Station                                           | Gisborne | 268-270 Grey Street Karte                                                           | Bahnhof                                                                                | 1902            | 5. April 1984      | 3531   | 2    |
| Railway Bridge | Railway Bridge                                                     | Gisborne | Turanganui River, Reads Quay bis Esplanade, südlich der Gladstone Road Bridge Karte | Eisenbahnbrücke                                                                        | n.a.            | 5. April 1984      | 3533   | 2    |
| BW             | Gladstone Road Bridge                                              | Gisborne | Gladstone Road Karte                                                                | Straßenbrücke                                                                          | 1925 eröffnet   | 5. April 1984      | 3534   | 2    |
| BW             | Wi Pere Monument                                                   | Gisborne | Reads Quay und Lowe Street Karte                                                    | Denkmal für den Maori-Politiker Wiremu Pere (1837–1915)                                | 1919 eingeweiht | 5. April 1984      | 3535   | 2    |
| BW             | Margaret Home Sievewright Memorial                                 | Gisborne | Fitzherbert Street/Stouth Street Karte                                              | Denkmal in Form eines Obelisken                                                        | n.a.            | 5. April 1984      | 3536   | 2    |
| weitere Bilder | Kelvin Rise                                                        | Gisborne | 14-16 Stout Street Karte                                                            | Wohnhaus                                                                               | n.a.            | 5. April 1984      | 3537   | 2    |
| weitere Bilder | AMP Building                                                       | Gisborne | Gladstone Road und Bright Street Karte                                              | Büro- und Geschäftshaus                                                                | n.a.            | 5. April 1984      | 3538   | 2    |
| weitere Bilder | Albert Buildings                                                   | Gisborne | 2-24 Peel Street Karte                                                              | Büro- und Geschäftshaus                                                                | n.a.            | 5. April 1984      | 3540   | 2    |
| BW             | Acceptance House                                                   | Gisborne | Peel Street und Childers Road Karte                                                 | Bürogebäude                                                                            | n.a.            | 5. April 1984      | 3541   | 2    |
| BW             | M. Zemba Limited Building                                          | Gisborne | 63 Peel Street Karte                                                                | Büro- und Geschäftshaus                                                                | n.a.            | 5. April 1984      | 3542   | 2    |
| weitere Bilder | Townley Building                                                   | Gisborne | 96-102 Gladstone Road Karte                                                         | Büro- und Geschäftshaus                                                                | n.a.            | 5. April 1984      | 3543   | 2    |
| weitere Bilder | Gisborne Herald Building                                           | Gisborne | 64-66 Gladstone Road Karte                                                          | Zeitungsverlag                                                                         | 1905            | 5. April 1984      | 3544   | 2    |
| weitere Bilder | Masonic Hotel (Former)                                             | Gisborne | 46-56 Gladstone Road und Lowe Street Karte                                          | Hotel                                                                                  | n.a.            | 5. April 1984      | 3545   | 2    |
| weitere Bilder | Coronation Building                                                | Gisborne | 24-28 Gladstone Road Karte                                                          | Büro- und Geschäftshaus                                                                | n.a.            | 5. April 1984      | 3546   | 2    |
| BW             | National Bank Building (Former)                                    | Gisborne | 31-35 Gladstone Road Karte                                                          | Bankfiliale, ehemalige                                                                 | n.a.            | 5. April 1984      | 3547   | 2    |
| BW             | Eastern Co-operative Building Society (Former)                     | Gisborne | 9-11 Gladstone Road Karte                                                           | Bürogebäude                                                                            | n.a.            | 5. April 1984      | 3548   | 2    |
| BW             | Murray Roberts & Co. Ltd (Former)                                  | Gisborne | 64 Customhouse Street and Pitt Street Karte                                         | Bürogebäude                                                                            | n.a.            | 5. April 1984      | 3549   | 2    |
| BW             | Lancaster House                                                    | Gisborne | 57 Customhouse Street Karte                                                         | Lagerhaus                                                                              | n.a.            | 5. April 1984      | 3550   | 2    |
| BW             | Union Steam Ship Company Building (Former)                         | Gisborne | 12-16 Childers Road Karte                                                           | Bürogebäude                                                                            | n.a.            | 5. April 1984      | 3551   | 2    |
| weitere Bilder | Public Trust Building                                              | Gisborne | 40 Childers Road Karte                                                              | Bürogebäude                                                                            | n.a.            | 5. April 1984      | 3552   | 2    |
| weitere Bilder | New Zealand Insurance Building (Former)                            | Gisborne | 48-50 Childers Road und Lowe Street Karte                                           | Bürogebäude einer Versicherung                                                         | n.a.            | 5. April 1984      | 3553   | 2    |
| weitere Bilder | Star of Canada                                                     | Gisborne | 14 Stout Street Karte                                                               | Teile eines Schiffes, an Land aufgestellt, heute Museum                                | n.a.            | 5. April 1984      | 3554   | 2    |
| BW             | Gisborne Gaol (Former)                                             | Gisborne | Centennial Marine Drive Karte                                                       | Gefängnis, ehemaliges                                                                  | 1910/1911       | 5. April 1984      | 3567   | 2    |
| weitere Bilder | Peel Street Bridge                                                 | Gisborne | Peel Street Karte                                                                   | Straßenbrücke                                                                          | 1923            | 5. April 1984      | 3569   | 2    |
| BW             | Pickett House                                                      | Gisborne | 122 Stout Street Karte                                                              | Wohnhaus                                                                               | n.a.            | 27. November 1986  | 4554   | 2    |
| weitere Bilder | House                                                              | Gisborne | 7 Derby Street Karte                                                                | Wohnhaus                                                                               | n.a.            | 27. November 1986  | 4555   | 2    |
| BW             | House                                                              | Gisborne | 433 Palmerston Road Karte                                                           | Wohnhaus                                                                               | n.a.            | 27. November 1986  | 4556   | 2    |
| BW             | House                                                              | Gisborne | 435 Palmerston Road Karte                                                           | Wohnhaus                                                                               | n.a.            | 27. November 1986  | 4557   | 2    |
| BW             | Heatherlea                                                         | Gisborne | 9 Magnolia St, Kaiti Karte                                                          | Wohnhaus                                                                               | 1894–1895       | 17. Dezember 1996  | 7122   | 2    |
| BW             | St Mary's Church                                                   | Gisborne | 42 Raumati Street and Terrace Street, Matawai Karte                                 | Kirche                                                                                 | 1916/1917       | 23. Juni 1994      | 7184   | 2    |
| BW             | Waiohika                                                           | Gisborne | 75 Waimata Valley Road, Waerenga-a-hika Karte                                       | Wohnhaus                                                                               | n.a.            | 23. Juni 1994      | 7187   | 2    |
| BW             | Nga Kohatu Tuturu o Turanganui a Kiwa                              | Gisborne | Te Turanganui a Kiwa, im Meer an der Küste der Poverty Bay Karte                    | von Bedeutung für die Maori, Riffe die als Stammesgrenze und Fischgrund bedeutsam sind | n.a.            | 8. Dezember 1999   | 7460   | WTA  |
| BW             | Tokotoru Tapu                                                      | Gisborne | 73 Whakato Road, Manutuke Karte                                                     | von Bedeutung für die Maori                                                            | n.a.            | 14. September 2000 | 7477   | WTA  |